# Nicholas Monroe
Benjamin Nicholas Monroe (* 12. April 1982 in Oklahoma City, Oklahoma) ist ein US-amerikanischer Tennisspieler.

## Karriere
Nicholas Monroe spielt hauptsächlich auf der ATP Challenger Tour im Doppel. Dort gewann er bisher sieben Titel mit unterschiedlichen Partnern. Im Einzel gelang ihm bis anhin noch kein Sieg in dieser Kategorie, jedoch siegte er bereits elfmal bei Turnieren der ITF Future Tour, einer niedriger dotierten Kategorie als der ATP Challenger Tour. In den letzten Jahren konnte er seine Ranglistenposition im Doppel kontinuierlich verbessern und schaffte im Jahr 2012 den Sprung in die Top 100, was ihm auch Teilnahmen an Turnieren der ATP World Tour ermöglichten. So erreichte er bei den US Open 2012 mit seinem Partner Donald Young die zweite Runde, nachdem das Duo eine Wildcard erhalten haben.
Seinen größten Karriereerfolg feierte Nicholas Monroe im Juli 2013 in Båstad, als er gemeinsam mit Simon Stadler die Doppelkonkurrenz des World Tour-Turniers gegen Carlos Berlocq und Albert Ramos Viñolas gewann. An der Seite von Stadler, mit dem er bis dahin vier Challenger-Turniere gewonnen hatte, war er im Februar desselben Jahres noch in Buenos Aires im Endspiel an den Italienern Fabio Fognini und Simone Bolelli gescheitert. In der Doppel-Weltrangliste wurde er nach dem Turniersieg auf Rang 60 gelistet, im August stieg er noch auf Rang 51, seine bis dato höchste Platzierung. 2014 wiederholte er in Båstad seinen Erfolg und gewann mit Johan Brunström ein zweites Mal das Turnier. Im Oktober 2017 verbesserte er seine Bestplatzierung noch einmal auf den 30. Rang.

## Erfolge
| Legende (Anzahl der Siege)  |
| Grand Slam                  |
| ATP World Tour Finals       |
| ATP World Tour Masters 1000 |
| ATP World Tour 500          |
| ATP World Tour 250 (4)      |
| ATP Challenger Tour (13)    |

| ATP-Titel nach Belag |
| Hartplatz (2)        |
| Sand (2)             |
| Rasen (0)            |

### Doppel

#### Turniersiege

##### ATP World Tour
| Nr. | Datum            | Turnier    | Belag         | Partner            | Finalgegner                         | Ergebnis          |
| --- | ---------------- | ---------- | ------------- | ------------------ | ----------------------------------- | ----------------- |
| 1.  | 14. Juli 2013    | Båstad (1) | Sand          | Simon Stadler      | Carlos Berlocq Albert Ramos Viñolas | 6:2, 3:6, [10:3]  |
| 2.  | 13. Juli 2014    | Båstad (2) | Sand          | Johan Brunström    | Jérémy Chardy Oliver Marach         | 4:6, 7:65, [10:7] |
| 3.  | 25. Oktober 2015 | Stockholm  | Hartplatz (i) | Jack Sock          | Mate Pavić Michael Venus            | 7:5, 6:2          |
| 4.  | 29. Juli 2018    | Atlanta    | Hartplatz     | John-Patrick Smith | Ryan Harrison Rajeev Ram            | 3:6, 7:65, [10:8] |

##### ATP Challenger Tour
| Nr. | Datum             | Turnier         | Belag         | Partner              | Finalgegner                       | Ergebnis          |
| --- | ----------------- | --------------- | ------------- | -------------------- | --------------------------------- | ----------------- |
| 1.  | 8. Juni 2008      | Yuba City       | Hartplatz     | Michael Yani         | Jan-Michael Gambill Scott Oudsema | 6:4, 6:4          |
| 2.  | 22. November 2008 | Puebla          | Hartplatz     | Eric Nunez           | Daniel Garza Santiago González    | 4:6, 6:3, [10:6]  |
| 3.  | 30. Mai 2010      | Carson          | Hartplatz     | Brian Battistone     | Artem Sitak Leonardo Tavares      | 5:7, 6:3, [10:4]  |
| 4.  | 1. April 2012     | Barranquilla    | Sand          | Maciek Sykut         | Marcel Felder Frank Moser         | 2:6, 6:3, [10:5]  |
| 5.  | 8. April 2012     | San Luis Potosí | Sand          | Simon Stadler        | Andre Begemann Jordan Kerr        | 3:6, 7:5, [10:7]  |
| 6.  | 1. Juli 2012      | Mailand         | Sand          | Simon Stadler        | Andrei Golubew Juri Schtschukin   | 6:4, 3:6, [11:9]  |
| 7.  | 4. November 2012  | Medellín        | Sand          | Simon Stadler        | Renzo Olivo Marco Trungelliti     | 6:4, 6:4          |
| 8.  | 7. Juni 2013      | Prostějov       | Sand          | Simon Stadler        | Mateusz Kowalczyk Lukáš Rosol     | 6:4, 6:4          |
| 9.  | 10. August 2013   | San Marino      | Sand          | Simon Stadler        | Daniele Bracciali Florin Mergea   | 6:2, 6:4          |
| 10. | 2. November 2014  | Genf            | Hartplatz (i) | Johan Brunström      | Oliver Marach Philipp Oswald      | 5:7, 7:5, [10:6]  |
| 11. | 11. Juli 2015     | Winnetka        | Hartplatz     | Johan Brunström      | Sekou Bangoura Frank Dancevic     | 4:6, 6:3, [10:8]  |
| 12. | 20. März 2016     | Irving          | Hartplatz     | Aisam-ul-Haq Qureshi | Chris Guccione André Sá           | 6:2, 5:7, [10:4]  |
| 13. | 17. November 2018 | Houston         | Hartplatz     | Austin Krajicek      | Marcelo Arévalo Jamie Cerretani   | 4:6, 7:63, [10:5] |

#### Finalteilnahmen
| Nr. | Datum            | Turnier       | Belag     | Partner            | Finalgegner                          | Ergebnis          |
| --- | ---------------- | ------------- | --------- | ------------------ | ------------------------------------ | ----------------- |
| 1.  | 24. Februar 2013 | Buenos Aires  | Sand      | Simon Stadler      | Simone Bolelli Fabio Fognini         | 3:6, 2:6          |
| 2.  | 27. Juli 2013    | Umag          | Sand      | Simon Stadler      | Martin Kližan David Marrero          | 1:6, 7:5, [7:10]  |
| 3.  | 26. April 2015   | Bukarest      | Sand      | Artem Sitak        | Marius Copil Adrian Ungur            | 6:3, 5:7, [15:17] |
| 4.  | 19. Juli 2015    | Newport       | Rasen     | Mate Pavić         | Jonathan Marray Aisam-ul-Haq Qureshi | 6:4, 3:6, [8:10]  |
| 5.  | 1. April 2017    | Miami         | Hartplatz | Jack Sock          | Łukasz Kubot Marcelo Melo            | 5:7, 3:6          |
| 6.  | 1. Oktober 2017  | Shenzhen      | Hartplatz | Nikola Mektić      | Alexander Peya Rajeev Ram            | 3:6, 2:6          |
| 7.  | 25. Februar 2018 | Delray Beach  | Hartplatz | John-Patrick Smith | Jack Sock Jackson Withrow            | 6:4, 4:6, [8:10]  |
| 8.  | 6. Mai 2018      | Istanbul      | Sand      | Ben McLachlan      | Dominic Inglot Robert Lindstedt      | 6:3, 3:6, [8:10]  |
| 9.  | 23. August 2019  | Winston-Salem | Hartplatz | Tennys Sandgren    | Łukasz Kubot Marcelo Melo            | 7:66, 1:6, [3:10] |

## Abschneiden bei Grand-Slam-Turnieren

### Doppel
| Turnier         | 2012 | 2013 | 2014 | 2015 | 2016 | 2017 | 2018 | 2019 | 2020 | 2021 | 2022 | Karriere |
| --------------- | ---- | ---- | ---- | ---- | ---- | ---- | ---- | ---- | ---- | ---- | ---- | -------- |
| Australian Open | —    | 1    | 1    | 1    | 1    | 2    | 1    | 1    | —    | AF   | 1    | AF       |
| French Open     | —    | —    | 2    | 2    | 2    | 1    | 1    | —    | VF   | 2    | 2    | VF       |
| Wimbledon       | —    | 2    | 1    | 2    | 1    | AF   | 1    | 2    |      | 1    | 2    | AF       |
| US Open         | 2    | 1    | 1    | 1    | AF   | VF   | 1    | 1    | 1    | 1    | 2    | VF       |

### Mixed
| Turnier         | 2013 | 2014 | 2015 | 2016 | 2017 | 2018 | 2019 | 2020 | 2021 | 2022 | Karriere |
| --------------- | ---- | ---- | ---- | ---- | ---- | ---- | ---- | ---- | ---- | ---- | -------- |
| Australian Open | —    | —    | —    | —    | —    | 1    | —    | —    | —    | —    | 1        |
| French Open     | —    | 1    | —    | —    | 1    | —    | —    |      | —    | —    | 1        |
| Wimbledon       | 1    | 2    | 2    | AF   | 1    | 1    | —    |      | 2    | —    | AF       |
| US Open         | —    | 1    | —    | —    | AF   | 1    | 1    |      | 1    | 1    | AF       |